# Marga Catur
Marga Catur is een bestuurslaag in het regentschap Lampung Selatan van de provincie Lampung, Indonesië. Marga Catur telt 1510 inwoners (volkstelling 2010).